# Saugus Iron Works National Historic Site
Als Saugus Iron Works National Historic Site wird ein rund 3,5 ha großes Gebiet bei Saugus im Bundesstaat Massachusetts der Vereinigten Staaten bezeichnet, das als National Historic Landmark und National Historic Site im National Register of Historic Places eingetragen ist. Es war im 17. Jahrhundert Standort des ersten durchgängig integrierten Eisenwerks der USA und dient heute mit rekonstruierten Gebäuden als Industriemuseum.

## Historische Bedeutung
Die Saugus Iron Works wurden 1646 von John Winthrop, Jr. gegründet und waren bis 1670 in Betrieb. Eine ältere Anlage in Falling Creek, Virginia wurde während eines Kriegs mit den Indianern zerstört und nahm nie die Produktion auf, weshalb das Werk in Saugus das älteste Eisenwerk der Vereinigten Staaten war, das über einen durchgängig integrierten Produktionsprozess verfügte.
Das Werk diente dazu, Eisenerz in Fertigprodukte aus Guss- und Schmiedeeisen umzuwandeln, wozu unter anderem Nägel gehörten. Das Walzwerk war eines von weltweit nur 15 Anlagen und das einzige seiner Art in der westlichen Hemisphäre. Daher diente das Werk auch als Übungsstätte für Hüttenleute, die nach dem Abschluss ihrer Ausbildung in neuen Eisenwerken in Neuengland und New Jersey arbeiteten oder diese auch selbst gründeten. Das Wohnhaus des Eigentümers der Anlage ist das älteste nicht-indianische Haus im Eigentum des National Park Service.
Zu den rekonstruierten Bauwerken und Maschinen, die heute zu besichtigen sind, gehören ein Wohnhaus, ein Hochofen, eine Schmiede, ein Walzwerk, ein Kai, eine Schermaschine und ein 250 kg schwerer Fallhammer. Der Antrieb erfolgt über sieben Wasserräder, von denen einige für einen Tandembetrieb über große Holzzahnräder gekoppelt wurden.